# 展翅計劃
展翅計劃（Youth Pre-employment Training Programme）是香港勞工處專為15至19歲的離校青年人，提供一系列職前培訓、工作實習及擇業輔導服務，以提升他們的工作技能及人際溝通技巧。計劃由1999年開始實行，每年設有12000個培訓名額，及至2006年為止合共培訓了超過66000名青年人。
該計劃已經在2009年9月，與青見計劃合併為展翅青見計劃。

## 計劃內容
- 單元二 — 求職及人際技巧訓練課程：學員必須完成此單元課程，方可報讀其他單元課程。此課程主要為學員提升人際溝通、面試等技巧，協助學員訂立職業取向。

- 單元一 — 領袖才能、紀律及團隊精神訓練課程：此課程主要提升學員自信、領袖才能、團隊精神及組織技巧等訓練

- 單元三 — 電腦應用技能訓練課程：此單元分基本及進階兩部分。提供辦公室電腦軟件及專業軟件應用訓練。

- 單元四 — 職業技能訓練課程：提供以下多種職業技能訓練:：顧客服務及銷售技巧訓練、文職訓練、物流及倉務管理訓練、資訊科技訓練、美髮技巧訓練、美容、護膚及造型設計訓練、創業訓練、活動助理及導師訓練、旅遊業訓練、酒店業訓練、飲食業訓練、紡織及製衣業訓練、工藝訓練、專業保安及物業管理訓練、建造業訓練、影音製作、廣告及攝影訓練、表演藝術訓練、其他訓練 (包括拯溺及泳池管理、花店實務、護理、設計、兒童/幼兒工作及興趣班、寵物店店務及寵物美容等訓練)等 及職業語文訓練。

- 度身訂造培訓課程：配合僱主對學員的特別技能要求，所訂定的培訓課程。學員完成有關度身訂造培訓課程，可獲僱主聘用。

- 工作實習：完成二個單元課程，其中必須包括單元二課程。 學員可透過一個月工作實習獲取實際工作經驗。

- 個案管理服務：學員會獲由註冊社工擔任個案經理，提供包括擬訂個人職業計劃、協助尋找工作等的支援。

## 交通津貼
由2007/08第一期展翅計劃開始，參與展翅計劃的學員只需出席課程出席率超過八成，即可申請每日$30的交通津貼。試驗期為期一年。

## 參與機構
- 懲教署
- 香港消防處
- 民眾安全服務隊
- 醫療輔助隊
- 循道衛理中心
- 香港基督教青年會
- 香港明愛
- 香港小童群益會
- 循道衛理觀塘社會服務處 - 牛頭角青少年綜合服務中心
- 基督教協基會社會服務部
- 基督教勵行會
- 新界社團聯會再培訓中心
- 香港職工會聯盟
- 香港專業進修學校
- 香港基督教女青年會
- 仁愛堂
- 香港童軍總會 - 童軍知友社
- 香港聖公會麥理浩夫人中心
- 香港職業發展服務處有限公司
- 香港聖公會福利協會
- 聖匠堂社區中心
- 香港工會聯合會職業再訓練中心
- 救世軍
- 基督教家庭服務中心
- 美差會潮浸服務聯會有限公司
- 香港青年協會
- 香港仔街坊福利會社會服務中心
- 香港路德會社會服務處
- 香港青少年服務處
- 浸會愛群社會服務處 - 灣仔綜合青少年服務中心
- 循道衛理楊震社會服務處
- 基督教香港信義會社會服務部
- 循理會屯門青少年綜合服務中心
- 基督教香港崇真會社會服務部 - 沙田綜合服務中心
- 香港中華基督教青年會
- 中華錫安傳道會 - 青少年就業培訓及創藝發展中心
- 香港神託會
- 街坊工友服務處
- 香港傷健協會　賽馬會沙田青少年綜合服務中心
- 鄰舍輔導會
- 港九勞工社團聯會
- 職業訓練局
- 製衣業訓練局
- 城大專業顧問有限公司
- 香島專科學校
- 香港旅遊專業培訓中心
- 校網資訊科技
- 世界語言商科書院
- 中華基督教會元朗堂周宋主愛青年中心
- 資訊科技及商業教育中心
- 中小企教育中心
- 香港遊樂場協會
- 西貢區社區中心
- 愛妮美容專業培訓學院
- 香港電腦商會商會會員培訓中心
- 路德會真道堂青年中心
- 香港傳藝中心
- 東華三院社會服務科
- 基督復臨安息日會山景綜合青少年服務中心
- 歷奇活學天地
- 元朗大會堂
- 胡芬妮髮型美容教育中心
- 香港國際社會服務社
- 禮賢會彩雲綜合青少年服務中心
- 香港童軍總會 - 綜合教育中心
- 協青社
- 珍妮美容藝術學院

## 對展翅的批評
有學者批評展翅計劃無法令學員長期投入勞動市場，應改變培訓模式。亦有學員批評課程內容理論化不切實際，而工作實習時間過短未能從中吸收實際工作經驗，電腦應用課程程度劃一，課程證書認受性低等批評。

## 外部連結
- 香港特別行政區政府勞工處 （页面存档备份，存于）
- 勞工處 - 互動就業服務 （页面存档备份，存于）
- 勞工處 - 青年就業服務 （页面存档备份，存于）
- 勞工處 - 青年就業起點 （页面存档备份，存于）